# Bệnh lý bẩm sinh
Bệnh bẩm sinh hay dị tật bẩm sinh (tiếng Anh: congenital disorder) là tên gọi chung của các bệnh có sẵn khi sinh ra. Nhiều bệnh có thể được chẩn đoán trước khi sinh hay vừa sinh ra trong khi một số bệnh khác chỉ biểu hiện nhiều năm sau khi sinh. Bệnh bất thường bẩm sinh có thể do bất thường di truyền, tai biến trong tử cung hay rối loạn trong quá trình hình thành của phôi, thai. Nhiều bệnh bất thường bẩm sinh vẫn chưa được biết nguyên nhân.
Bệnh bất thường bẩm sinh (BTBS) bao gồm những bất thường từ nhẹ như vảy đỏ trên da cho đến nặng như bệnh tim bẩm sinh hay sinh ra không có tay, chân. Nhiều bệnh ảnh hưởng đến chuyển hóa trong cơ thể. Những bất thường trầm trọng (như não không hình thành) làm tử vong trước khi sinh.
Bệnh BTBS đứng đầu các bệnh gây tử vong trẻ sơ sinh (2/1000 - theo thống kê tại Hoa Kỳ).
Khoảng 2 - 3% trẻ sơ sinh bị BTBS đáng kể. Bất thường nhiều nhất ở não (1%), tim (0,8%), thận (0,4%) và tứ chi (0,2%). Trong những bệnh bẩm sinh gây tử vong cho trẻ sơ sinh, bệnh tim đứng đầu (28%), theo sau là bệnh bất thường nhiễm sắc thể và đường phổi (15%) và bệnh não (12%).
Khoảng 25% BTBS là do bất thường của hệ thông tin di truyền - nghĩa là thay đổi bất thường trong gene. Chừng 5% bị bất thường trong nhiều hoặc hết thảy nhiễm sắc thể (chromosome). Nhiều BTBS xảy ra vì cha hay mẹ có mang mầm bệnh trong gene, một số khác là do biến dạng của nhiễm sắc thể trong thời phôi thai.
Ảnh hưởng từ môi trường bên ngoài tác động vào người mẹ cũng có thể gây ra BTBS:
- Dinh dưỡng: Thiếu chất folic acid (hở cột sống).
- Độc tố: Thủy ngân trong thức ăn như cá biển lớn.
- Dược phẩm: Phenytoin (sứt môi, hư tim); Thalidomide (cụt tay).
- Nhiễm trùng hay siêu vi trùng: giang mai và sởi Đức (mù, dị tật tim, dị tật hệ thần kinh).

Một số lớn trẻ em sinh ra bị BTBS nhưng không rõ lý do.